# Nyctiophylax simaritensis
Nyctiophylax simaritensis är en nattsländeart som beskrevs av Malicky och Chantaramongkol 1993. Nyctiophylax simaritensis ingår i släktet Nyctiophylax och familjen fångstnätnattsländor. Inga underarter finns listade i Catalogue of Life.